# سفارة دولة فلسطين لدى بيرو
سفارة دولة فلسطين لدى بيرو هي الممثلية الدبلوماسية العُليا لدولة فلسطين لدى بيرو. تقع السفارة في ليما.

## قائمة السفراء
- وليد عبد الرحيم (4 مارس 2006 [2] – 2014)
- وليد إبراهيم المؤقت (28 أبريل 2015[3] – يناير 2025)
- عبد الناصر الأعرج (Q131863272) (3 أبريل 2025[4] – لا يزال)